# Public Eye
Public Eye is een Britse detectiveserie over de belevenissen van privédetective Frank Marker (gespeeld door Alfred Burke), een vrijgezel die in de marge van de samenleving werkt met de afhandeling van chantage-gevallen, vermiste personen opsporen, ontrouw onderzoeken en bestrijding van kleine criminaliteit.
De figuur Frank Marker werd wel vergeleken met klassieke privédetectives zoals Raymond Chandlers Philip Marlowe, of de creatie van McGill, uit ITC's klassieker, Man in een koffer.
De serie met 87 afleveringen werd uitgezonden tussen 1965 en 1975.